# Kuskus medvědí
Kuskus medvědí (Ailurops ursinus) je druh vačnatce z čeledi kuskusovití (Phalangeridae). Vyskytuje se na indonéském ostrově Sulawesi (Celebes) a některých přilehlých ostrovech, jako je Buton, Peleng, Kabaena nebo Togianské ostrovy, možná i Muna. K životu dává přednost nenarušeným tropickým nížinným vlhkým lesům, a to až do nadmořské výšky asi 600 m.

## Popis
Kuskus medvědí dosahuje hmotnosti asi 7 kg a délky až 120 cm. Tento zavalitý vačnatec se vyznačuje krátkým obličejem, krátkýma ušima a plně chápavým ocasem, jenž při pohybu ve větvích slouží jako pátá končetina. Ocas je velmi silný a na konci postrádá srst. Díky tomu lépe přilne ke větvi. Další adaptací pro život ve stromovém patře jsou první dva prsty na předních končetinách, které směřují proti ostatním prstům, což kuskusovi umožňuje pevný stisk. Drsná srst může nabývat různých barev podle místa výskytu a věku zvířete.

## Chování
O chování tohoto zvířete není známo dostatečné množství informací. 
Žije převážně v baldachýnu listnatých stromů, přičemž listy zároveň tvoří dominantní podíl jeho potravy. V menší míře konzumuje rovněž květy a plody. 
Kuskusové žijí ve skupinách o dvou až čtyřech jedincích, aktivní mohou být ve dne i v noci. Vyznačují se polyfázickým spánkem.
Samice mají břišní vak, ve kterém se po porodu vyvíjí mládě. V tomto vaku se nacházejí mléčné bradavky, ke kterým je mládě nějakou dobu přisáto. Samice rodí mláďata jednou až dvakrát ročně, k odstavení od mateřského mléka dochází asi po osmi měsících, jinak jsou však údaje o rozmnožování mimořádně chudé.

## Ohrožení
V Červeném seznamu Mezinárodního svazu ochrany přírody (IUCN) je kuskus medvědí označen za zranitelný druh, a to především v důsledku úbytku jeho přirozených stanovišť, lovu pro maso a obchodu se zvířaty.

#### Chov v zoologických zahradách
Zástupci jsou chováni oficiálně pouze v pěti institucích na celém světě.
Evropa
- Česká republika – Zoo Ústí nad Labem
- Německo – Tierpark Berlin-Friedrichsfelde GmbH
- Belgie – Pairi Daiza

Severní Amerika
- USA – Memphis Zoological Garden and Aquarium

Indonésie
- Batu Secret Zoo (Jáva)